# Gambit de dama acceptat
El gambit de dama acceptat (sovint abreujat en literatura escaquística amb l'acrònim anglès QGA, de Queen's Gambit Accepted), és una obertura d'escacs en la qual, després que les les blanques plantegin el gambit de dama:
1.d4, d5
2.c4
les negres juguen
2...dxc4
A diferència del gambit de rei, on les negres poden obligar les blanques a jugar tota la partida amb un peó menys, el gambit de dama acceptat (ECO D20–D29), estrictament parlant, no és un gambit com a tal, ja que les blanques poden recuperar fàcilment la igualtat numèrica de peces (per exemple, podria continuar amb 3. Da4+, i les blanques recuperen el peó immediatament), i si les negres volen conservar el peó de més acostumen a caure en posicions perdudes, i sempre inferiors.
Aquesta obertura és la tercera opció més usada en el segon moviment de les negres, després de 2...e6 (el gambit de dama refusat) i 2...c6 (la defensa eslava).

## Evolucions
El gambit de dama acceptat és una de les principals formes de jugar el gambit de dama. Proporciona partides dinàmiques en les quals les negres atacaran el flanc de dama (aprofitant així la seva major quantitat de peons), i el blanc el flanc de rei, aprofitant la clavada del cavall a f6. Tot i que no és la línia principal, dona moltes oportunitats a les negres.
1.d4 d5 2.c4 dxc4
1.d4 d5 2.c4 dxc4 3.Cf3
1.d4 d5 2.c4 dxc4 3.Cf3 Cf6
1.d4 d5 2.c4 dxc4 3.Cf3 Cf6 4.e3
1.d4 d5 2.c4 dxc4 3.Cf3 Cf6 4.e3 e6
1.d4 d5 2.c4 dxc4 3.Cf3 Cf6 4.e3 e6 5.Axc4 c5
1.d4 d5 2.c4 dxc4 3.Cf3 Cf6 4.e3 e6 5.Axc4 c5 6.0-0
1.d4 d5 2.c4 dxc4 3.Cf3 Cf6 4.e3 e6 5.Axc4 c5 6.0-0 a6
1.d4 d5 2.c4 dxc4 3.Cf3 Cf6 4.e3 e6 5.Axc4 c5 6.0-0 a6 7.a4
1.d4 d5 2.c4 dxc4 3.Cf3 Cf6 4.e3 e6 5.Axc4 c5 6.0-0 a6 7.e4
1.d4 d5 2.c4 dxc4 3.Cf3 Cf6 4.e3 e6 5.Axc4 c5 6.0-0 a6 7.De2
1.d4 d5 2.c4 dxc4 3.Cf3 Cf6 4.e3 e6 5.Axc4 c5 6.0-0 a6 7.De2 b5
1.d4 d5 2.c4 dxc4 3.Cf3 Cf6 4.e3 e6 5.Axc4 c5 6.0-0 a6 7.De2 b5 8.Ab3 Cc6 9.Td1 c4 10.Ac2 Cb4 11.Cc3 Cxc2 12.Dxc2 Ab7 13.d5
1.d4 d5 2.c4 dxc4 3.Cf3 Cf6 4.e3 e6 5.Axc4 c5 6.0-0 a6 7.De2 b5 8.Ab3 Ab7
1.d4 d5 2.c4 dxc4 3.Cf3 Cf6 4.e3 e6 5.Axc4 c5 6.0-0 a6 7.De2 b5 8.Ab3 Ab7 9.Td1 Cbd7 10.Cc3 Ad6
1.d4 d5 2.c4 dxc4 3.Cf3 Cf6 4.e3 e6 5.Axc4 c5 6.0-0 cxd4
1.d4 d5 2.c4 dxc4 3.Cf3 Cf6 4.e3 e6 5.Axc4 c5 6.De2 a6 7.dxc5 Axc5 8.0-0 Cc6 9.e4 b5 10.e5
1.d4 d5 2.c4 dxc4 3.Cf3 Cf6 4.e3 g6
1.d4 d5 2.c4 dxc4 3.Cf3 Cf6 4.e3 Ag4
1.d4 d5 2.c4 dxc4 3.Cf3 Cf6 4.e3 Ae6
1.d4 d5 2.c4 dxc4 3.Cf3 Cf6 4.Da4+
1.d4 d5 2.c4 dxc4 3.Cf3 Cf6 4.Cc3
1.d4 d5 2.c4 dxc4 3.Cf3 Cf6 4.Cc3 a6 5.e4
1.d4 d5 2.c4 dxc4 3.Cf3 a6 4.e4
1.d4 d5 2.c4 dxc4 3.Cf3 a6
1.d4 d5 2.c4 dxc4 3.Cf3 a6 4.e3 Ag4 5.Axc4 e6 6.d5
1.d4 d5 2.c4 dxc4 3.Cf3 a6 4.e3 b5
1.d4 d5 2.c4 dxc4 3.Cf3 b5
1.d4 d5 2.c4 dxc4 3.e4
1.d4 d5 2.c4 dxc4 3.e4 c5 4.d5 Cf6 5.Cc3 b5
1.d4 d5 2.c4 dxc4 3.e4 f5
1.d4 d5 2.c4 dxc4 3.b3 cxb3 axb3